# Winston Churchill (Schriftsteller)

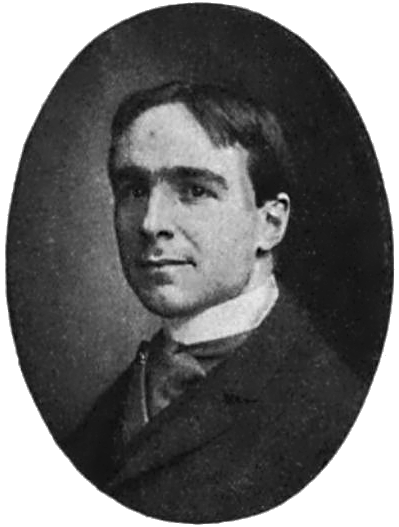
Romancier Winston Churchill (1898)

Winston Churchill (* 10. November 1871 in St. Louis, Missouri; † 12. März 1947 in Winter Park, Florida), „der Amerikaner“ genannt, war ein US-amerikanischer Schriftsteller. Am erfolgreichsten war Churchill als Romancier, daneben veröffentlichte er jedoch auch Essays und Gedichte.

## Leben
Churchill war der Sohn von Edward Spalding Churchill und dessen Ehefrau Emma Bell Blaine. Er besuchte die Smith Academy in Missouri und die United States Naval Academy, die er 1894 abschloss. Danach wurde er Redakteur beim Army and Navy Journal. Er verließ die amerikanische Marine schließlich, um sich völlig der Schriftstellerei widmen zu können.
1899 zog Churchill nach Cornish, New Hampshire. Dort betätigte er, dessen Werke zumeist einen kämpferischen politischen Impetus aufwiesen, sich fortan als professioneller Politiker. 1903 und 1905 wurde er als Abgeordneter ins Parlament des Bundesstaates gewählt, 1906 sogar von der Republikanischen Partei für das Amt des Gouverneurs nominiert ohne Einzug in das Amt nehmen zu können, da er in den Wahlen unterlag. 1912 wurde er für die Progressive Party als Kandidat für dasselbe Amt nominiert, unterlag aber erneut. 1917 bereiste er die Schlachtfelder des Ersten Weltkriegs und schrieb einen Erlebnisbericht über die in Europa gewonnenen Eindrücke. In dieser Zeit arbeitete Winston Churchill mit dem damaligen Staatssekretär für Marinefragen in Washington, Franklin Delano Roosevelt zusammen, als dessen journalistisches Sprachrohr fungierte.
1919 beschloss Churchill, sich vorerst aus der Öffentlichkeit zurückzuziehen, um innere Einkehr zu halten. Er legte eine kreative Pause ein und zog sich aus der Öffentlichkeit zurück. 1940 veröffentlichte er The Uncharted Way sein erstes Buch seit über zwanzig Jahren. Das Buch war eine Zusammenstellung seiner Gedanken zur Religion. Churchill starb 1947 in Winter Park. Sein Urenkel ist der Journalist Chris Churchill.
1908 wurde er in die American Academy of Arts and Letters gewählt.

## Verhältnis zum britischen Staatsmann Winston Churchill
Ungeachtet der Gleichheit ihrer Vor- wie Nachnamen besteht – innerhalb des genealogisch überschaubaren Zeitraums – keine verwandtschaftliche Verbindung zwischen dem amerikanischen Schriftsteller und dem berühmten britischen Politiker und Premierminister Sir Winston Churchill. Da der Brite sich ebenso wie sein amerikanischer Namensvetter schriftstellerisch betätigte, und die Werke beider Autoren zu dieser Zeit auch noch im selben Verlag (Macmillan) erschienen, einigten die beiden sich um die Jahrhundertwende darauf, dass der Amerikaner seine Werke als „Winston Churchill“ veröffentlichen sollte, während der Brite seine Bücher unter Hinzusetzung seines zweiten Vornamens „Spencer“ als „Winston S. Churchill“ publizieren würde. Das Erstzugriffsrecht des Amerikaners auf den gemeinsamen Rufnamen ergab sich aus dessen früher einsetzender publizistischer Betätigung. Beide Churchills korrespondierten gelegentlich miteinander und schickten sich gegenseitig Exemplare ihrer Werke. Im Jahre 1900 trafen beide in Chicago aufeinander, während Winston S. Churchill auf einer Lesereise für sein Buch From London to Ladysmith via Pretoria in den Staaten weilte.

## Werke
1898 legte Churchill seinen ersten Roman The Celebrity vor. Sein zweites Buch war Richard Carvel von 1899, welches sich über zwei Millionen Mal verkaufte und Churchill reich machte. Es folgten The Crisis (1901) und The Crossing (1904). Während die frühen Arbeiten historische Romane waren, spielten Churchills spätere Werk im zeitgenössischen Amerika. Vier seiner Bücher wurden von 1915 bis 1921 verfilmt.

## Bibliografie
- The Celebrity (1898)
- Richard Carvel (1899)
- The Crisis (1901)
- The Crossing (1904)
- Coniston (1906)
- Mr. Crewe's Career (1908)
- A Modern Chronicle (1910)
- The Inside of the Cup (1913)
- A Far Country (1915)
- The Dwelling-Place of Light (1917)
- The Uncharted Way (1940)